# FC Mozaïek
FC Mozaïek was een Nederlandse amateurvoetbalvereniging uit Vlaardingen in Zuid-Holland. De club werd opgericht op 1 juni 2002 en bestond tot en met 2013. De vereniging was gevestigd op Sportpark Broekpolder in de wijk Broekpolder, het jaar waarin de huur door de gemeente werd opgezegd.

## Standaardelftal
Het standaardelftal van de club speelde in het laatste seizoen (2012/13) in de Derde klasse zondag.

### Competitieresultaten 2004-2013
| 1 5D |

| 1 4E |

| 4 3B |

| 4 3C |

| 9 3C |

| 5 3B |

| 6 3D |

| 4 3B |

| 12 3B |

| 12 3C |

| Derde klasse | Vierde klasse | Vijfde klasse |

CION · SV CWO · SV Deltasport · DVO '32 · VFC · SC Victoria '04 · VV Zwaluwen

Voormalige clubs: Fortuna, FC Mozaïek, De Hollandiaan, RKWIK, HVO, TSB, HSC, Sunlight, DSS'26